# Akcja "Małolat"
Akcja "Małolat" – określenie stosowane wobec podjętej w 1998 roku w województwie warszawskim próby wprowadzenia zakazu poruszania się przez osoby poniżej osiemnastego roku życia bez dorosłego opiekuna po ulicach i miejscach publicznych w godzinach 23:00-6:00.
Zakaz wprowadzony został rozporządzeniem ówczesnego wojewody warszawskiego Macieja Gieleckiego z dnia 8 kwietnia 1998 roku. Krok ten wywołał dyskusję na temat ograniczania swobód obywatelskich w imię bezpieczeństwa młodzieży oraz protesty społeczne. W publicystyce nie brakowało komentarzy wskazujących na konieczność podejmowania działań ograniczających przestępczość wśród młodzieży. Pomysł ograniczenia swobody poruszania się dzieci i młodzieży w godzinach nocnych był też przedmiotem badań sondażowych prowadzonych przez Ośrodek Badania Opinii Publicznej - wynikało z nich, że postulat ten cieszył się poparciem większości ankietowanych, jednak poziom aprobaty obniżył się w trakcie trwania akcji "Małolat". Sytuacja spotkała się m.in. z komentarzem Rzecznika Praw Obywatelskich Adama Zielińskiego, który poruszył ten temat w trakcie swojego wystąpienia przed Sejmem:

Jestem głęboko przekonany, że walka z patologiami młodzieży jest absolutnie niezbędna i ochrona młodzieży i dzieci przed patologiami jest absolutnie niezbędna. To jest poza jakąkolwiek dyskusją. Zaczynamy rozmawiać o środkach - i w tym momencie rzeczywiście możemy spierać się co do pewnych kwestii. W moim przekonaniu nie jest tak, że można znaleźć proste rozwiązanie w postaci godziny policyjnej.

W tym samym roku Rzecznik Praw Obywatelskich zaskarżył rozporządzenie wojewody do Naczelnego Sądu Administracyjnego zarzucając naruszenie Konstytucji RP oraz ustawy o terenowych organach rządowej administracji ogólnej. W rezultacie NSA w wyroku z dnia 7 sierpnia 1998 roku stwierdził nieważność rozporządzenia.
Określenie Akcja "Małolat" pojawiało się także w kontekście działań podejmowanych w Radomiu pod hasłem Bezpieczne Miasto.